# Rotacizace
Rotacizace je posouvání hlásek, které mění souhlásku (nejčastěji alveolární souhlásku) na rhotickou souhlásku v určitém prostředí. Jednou z nejčastějších změn je ze /z/ na /r/.
Název je odvozen z řeckého písmena ró.